# 阳村街道
阳村街道，原为阳村乡，是中华人民共和国山西省运城市河津市下辖的一个乡镇级行政单位。2021年4月20日，撤乡设街道。

## 行政区划
阳村街道下辖以下地区：
太阳村、太阳堡村、三迁村、峻岭村、东辛封村、西辛封村、苍头村、郭家庄村、永安村和连伯村。